# Hyposmocoma fractistriata
Hyposmocoma fractistriata — вид моли эндемичного гавайского рода Hyposmocoma.

## Распространение
Встречается на острове Оаху в горах Ваианаэ.